# Родина встречает героя
«Родина встречает героя» — картина украинского советского художника Михаила Ивановича Хмелько в стиле соцреализма, написанная в 1961 году.

## Сюжет
На картине изображён момент прибытия Юрия Гагарина в Москву после первого в истории пилотируемого полёта в космос. На фоне огромного стечения ликующего народа космонавт шагает навстречу Никите Хрущёву, чтобы отдать ему рапорт. На картине также изображены Леонид Брежнев, Екатерина Фурцева, Анастас Микоян, Николай Подгорный и другие.

## Критика
Анатолий Дмитренко критично отозвался о картине Хмелько, отметив, что она «не раскрывает всего величия волнующего события». По словам искусствоведа, несмотря на наличие ряда удачных мест (небо и чёткая фигура Гагарина на его фоне), «произведению не хватает подлинной теплоты и проницательности».